# اچ‌ام‌ان‌زداس تاکاپو
اچ‌ام‌ان‌زداس تاکاپو (به انگلیسی: HMNZS Takapu) یک کشتی است که طول آن ۲۷ متر (۸۹ فوت) می‌باشد.